# Des hommes (film, 2020)
Pour les articles homonymes, voir Des hommes.
Pour plus de détails, voir Fiche technique et Distribution.
Des hommes est un film franco-belge écrit et réalisé par Lucas Belvaux, sorti en 2020. Il est l'adaptation du roman Des hommes  de Laurent Mauvignier.
Le film, sélectionné en compétition officielle à Cannes, a reçu le label du Festival de Cannes 2020.

## Synopsis
L'histoire est racontée à deux voix : celle de Rabut et celle de Bernard, cousins et anciens appelés de la guerre d'Algérie.
Bernard offre à Solange, sa sœur, une broche de prix pour son 60e anniversaire. Famille et amis sont stupéfaits : Bernard est un ours qui végète et vit sur le dos des autres. On l'accuse vite d'avoir dérobé l'argent caché par sa mère avant sa mort. Il boit et devient furieux, se mettant à insulter Rabut, et surtout Saïd, de manière raciste.
Pendant que la fête continue, Bernard se rend chez Saïd, encore à la fête, agresse sa femme, la bouche toujours pleine d'injures racistes, et tue leur chien. Le maire et les gendarmes décident avec Rabut de le laisser cuver son vin et de le cueillir à la première heure le lendemain. Solange, bien que connaissant ses travers, tente vainement de le défendre.
Ni Rabut ni Bernard, qui ne s'aiment pas beaucoup, ne peuvent dormir lors de cette veillée d'armes. Ils voient chacun de leur côté resurgir leur passé commun : la mort de Reine, sœur de Bernard, qui a été odieux avec elle alors qu'elle agonisait, mais surtout la guerre d'Algérie, qu'ils ont faite ensemble durant leurs 28 mois de service, entre 1960 et 1962. Au départ, ils sont dans une région calme et souffrent surtout de l'ennui. Mais la situation se tend peu à peu. Aux exactions des rebelles, qui se battent pour l'indépendance de leur pays, répondent les massacres et les viols des soldats français, dont beaucoup sont sûrs « qu'ici c'est la France » et que le droit est de leur côté. Entre eux, les harkis, rejetés par les rebelles comme traîtres, et par les Français par racisme. Lors d'une permission à Alger, une altercation entre Rabut et Bernard, notamment à propos de la mort de Reine, dégénère et Rabut est assez gravement blessé. Le lieutenant décide de différer le retour à la base pour les attendre, mais à leur arrivée, ils découvrent que tous ceux qui n'étaient pas en permission ont été massacrés, civils compris, à la suite de la trahison d'un harki qui a fait entrer les fellagas. Des deux côtés, des hommes ont été capables du pire. Rabut, Bernard et les autres ressortent broyés par cette expérience.
Bernard attend avec son fusil. Rabut décide de ne pas participer à l'expédition parce qu'il ne supporte plus ce qu'est devenu Bernard.

## Fiche technique
- Titre français : Des hommes
- Titre anglais : Home Front
- Réalisation et scénario : Lucas Belvaux d'après Des hommes de Laurent Mauvignier
- Décors : Frédérique Belvaux
- Costumes : Dorothée Guiraud
- Photographie : Guillaume Deffontaines
- Montage : Ludo Troch
- Production : Synecdoche
- SOFICA : Cinéaxe 2019, LBPI 13, Manon 10, Sofitvciné
- Budget : 5,62 millions d'euros
- Pays de production :  France —  Belgique
- Format : couleur — 2,35:1
- Genre : drame, guerre
- Durée : 100 minutes
- Date de sortie :
  - France : 31 août 2020 (Festival du film francophone d'Angoulême)[1], 2 juin 2021 (en salles)
- Classification :
  - France : Tout public avec avertissement lors de sa sortie en salles et interdit aux moins de 12 ans lors de sa diffusion télévisée

## Distribution
- Gérard Depardieu : Bernard alias Feu-de-Bois
- Catherine Frot : Solange
- Jean-Pierre Darroussin : Rabut
- Yoann Zimmer : Bernard jeune
- Félix Kysyl : Février
- Édouard Sulpice : Rabut jeune
- Clotilde Mollet : Nicole
- Amelle Chahbi : Madame Chefraoui
- Fleur Fitoussi : Mireille
- Ahmed Hammoud : Idir
- François Feroleto : le maire
- Michel Ferracci : le médecin
- Mikaël Halimi : Segura
- Jérôme Robart : le père de Mireille
- Yannick Morzelle : Kastendeuch
- Gaïa Warnant : Reine

## Production

### Tournage
Le tournage se déroule d'avril à juin 2019 au Maroc et dans le massif du Morvan,.

### Sortie
Initialement prévue le 11 novembre 2020, la date est reportée au 2 juin 2021 en raison de la pandémie de Covid-19 en France.

## Accueil

### Box-office
| Pays ou région | Box-office      | Date d'arrêt du box-office | Nombre de semaines |
| -------------- | --------------- | -------------------------- | ------------------ |
| France         | 173 691 entrées | 20 juillet 2021            | 7                  |
| Total mondial  | 1 310 180 $     | -                          | -                  |

## Distinctions

### Nomination
- Magritte 2022 : meilleur espoir masculin pour Yoann Zimmer

### Sélections
- Label Festival de Cannes 2020[6]
- Festival du film francophone d'Angoulême 2020 : hors compétition[7]
- Brussels Film Festival 2020 : film d'ouverture[8]
- Festival du cinéma américain de Deauville 2020 : hors compétition
- Festival international du film de fiction historique 2020 : sélection officielle
- Festival international du film de Rome 2020 : sélection officielle[9]
- Festival du film français UK 2020 : section Panorama[10]
- Label Lumières d'Afrique 2020[11]